# Stictoptera atrimaculata
Stictoptera atrimaculata là một loài bướm đêm trong họ Noctuidae.